# Poczta Główna we Włocławku
Poczta Główna we Włocławku – modernistyczny gmach u zbiegu Alei Fryderyka Chopina 54 i ulicy Królewieckiej we Włocławku, zbudowany w latach 1935-37 roku według projektu Maksymiliana Goldberga z Warszawy, użytkowany przez Pocztę Polską. 15 stycznia 1993 roku został wpisany do rejestru zabytków.

## Opis budynku
Jest to trzykondygnacyjny budynek zbudowany na planie litery L, z czego dłuższy bok usytuowany jest wzdłuż ulicy Królewieckiej. Murowana elewacja pokryta jest ceramiczną okładziną, która dzięki białym spoinom tworzy wzór kratki. Frontową fasadę zdobi 8 lizen. Wejście główne podzielone jest na trzy części dzięki czterem betonowym filarom o półokrągłym zwieńczeniu, podzielonym poziomymi pasami, przykrytym płaskim zadaszeniem. Obecnie znajduje się nad nim napis Poczta Polska, którego nie było w pierwotnym projekcie. 
Gmach został poświęcony 6 grudnia 1936 roku. Z uwagi na swoją monumentalność, budynek był często fotografowany już w okresie dwudziestolecia międzywojennego. W styczniu 1945 roku ewakuujące się wojska hitlerowskie podłożyły w budynku materiały wybuchowe, planując jego wysadzenie. Ostatecznie plan ten nie doszedł do skutku i już w lutym budynek został ponownie otwarty.
Współcześnie gmach Poczty Głównej określany jest jako najbardziej znaczący przykład architektury modernizmu we Włocławku. Dzięki zabytkom takim jak ten, dr hab. Michał Pszczółkowski w swojej publikacji z 2019 roku nazywa Włocławek Kujawską Gdynią.